# Hypheodana ursus
Hypheodana ursus är en insektsart som beskrevs av Leon Fairmaire. Hypheodana ursus ingår i släktet Hypheodana och familjen hornstritar. Inga underarter finns listade i Catalogue of Life.